# Comuna Atmanai, Iakîmivka
Atmanai (în ucraineană Атманай) este o comună în raionul Iakîmivka, regiunea Zaporijjea, Ucraina, formată din satele Atmanai (reședința), Nove, Solone și Vovce.

## Demografie
Componența lingvistică a comunei Atmanai
     Rusă (57,37%)
     Ucraineană (41,85%)
     Alte limbi (0,27%)
Conform recensământului din 2001, majoritatea populației comunei Atmanai era vorbitoare de rusă (57,37%), existând în minoritate și vorbitori de ucraineană (41,85%).